# Brandon Roy
Brandon Dawayne Roy (ur. 23 lipca 1984 w Seattle) – amerykański koszykarz, występujący na pozycjach rozgrywającego lub rzucającego obrońcy, zakończył karierę przedwcześnie z powodu kontuzji, obecnie trener szkolnej drużyny Nathan Hale HS. 
Mierzący 198 cm wzrostu koszykarz studiował na University of Washington, gdzie reprezentował barwy drużyny uczelnianej Washington Huskies. Do NBA został wybrany z 6. numerem w drafcie w 2006 przez Minnesota Timberwolves, jednak prawa do niego zostały przekazane do Portland i wkrótce podpisał kontrakt z tym zespołem. Szybko stał się liderem zespołu, został wybrany debiutantem roku. W 2008, w drugim sezonie w NBA, po raz pierwszy wystąpił w All-Star Game. 9 grudnia 2011 po problemach kolanami (brak chrząstek) zmuszony zakończyć swoją profesjonalną karierę. W dniu 6 lipca 2012 roku wznowił karierę, podpisując dwuletni kontrakt z Minnesota Timberwolves.
W sezonie 2012/2013 zawodnik Minnesota Timberwolves. Przez liczne kontuzje postanowił zakończyć karierę w NBA.

## Osiągnięcia

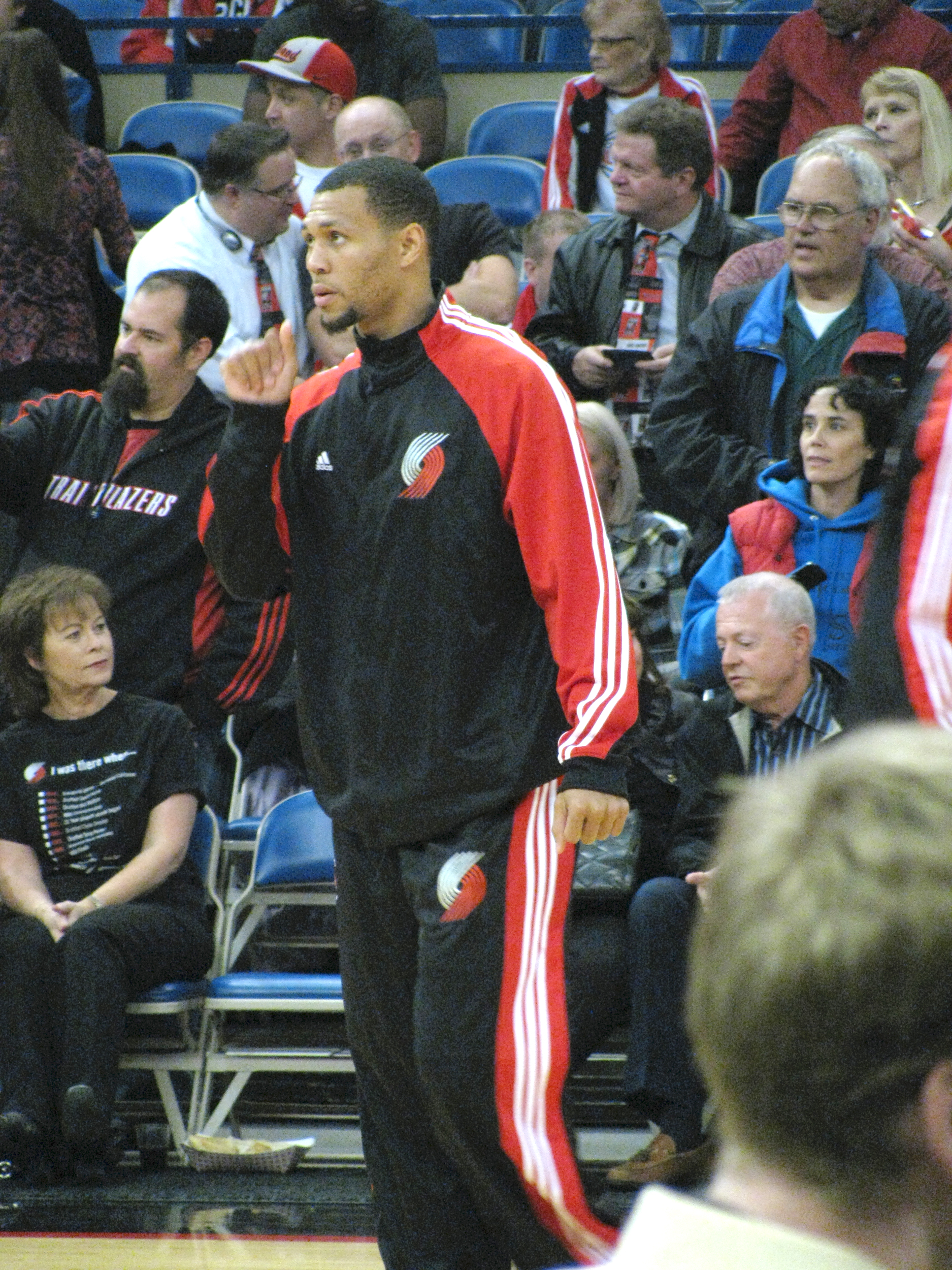
Roy podczas rozgrzewki (2009).

Na podstawie, o ile nie zaznaczono inaczej.
NCAA
- Uczestnik rozgrywek:
  - Sweet 16 turnieju NCAA (2005, 2006)
  - turnieju NCAA (2004–2006)
- Mistrz turnieju konferencji Pac-10 (2005)
- Zawodnik roku Pac-10 (2006)[6]
- Zaliczony do:
  - I składu:
    - All-American (2006)
    - Pac-10 (2006)
    - turnieju Pac-10 (2006)

  - Pac-12 Hall of Honor (2014)
  - składu All-Pac-10 Honorable Mention (2005)
- Klub Washington Huskies zastrzegł należący do niego numer 3

NBA
- Debiutant roku NBA (2007)[7]
- Trzykrotnie powoływany do udziału w meczu gwiazd NBA (2008–2010[a])
- Uczestnik:
  - Rising Stars Challenge (2007, 2008)
- Laureat PBWA Magic Johnson Award (2009)
- Zaliczony do:
  - I składu:
    - debiutantów NBA (2007)[9]
    - letniej ligi NBA (2006)

  - II składu NBA (2009)
  - III składu NBA (2010)
- Zawodnik tygodnia (9.12.2007, 16.12.2007, 1.12.2008, 13.04.2009, 15.03.2010)
- Debiutant miesiąca (styczeń-marzec 2007)

Trenerskie
- Trener roku amerykańskich szkół średnich według kapituły Naismitha (Naismith National HS Coach of the Year – 2017)